# J1 League 2015
La temporada J. League Division 1 2015 (conocida como la Meiji Yasuda J1 League por razones de patrocinio) fue la quincuagésima temporada de la máxima categoría del fútbol en Japón, y la vigesimatercera desde el establecimiento de la J. League en el año 1993. El campeón se clasificó directamente a la Copa Mundial de Clubes de la FIFA 2015.

## Formato
Desde la temporada 2015, la J. League regresa al formato de dos etapas, jugado por última vez en el 2004. Los ganadores de cada etapa, y los mejores tres ubicados de la tabla acumulada calificarán a una liguilla por el campeonato.

## Equipos

### Ascensos y descensos
| Pos       | Ascendidos de la J. League Division 2 2014 |
| --------- | ------------------------------------------ |
| 1.º       | Shonan Bellmare                            |
| 2.º       | Matsumoto Yamaga                           |
| Gan. Red. | Montedio Yamagata                          |

| Pos  | Descendidos en la temporada 2014 |
| ---- | -------------------------------- |
| 16.º | Omiya Ardija                     |
| 17.º | Cerezo Osaka                     |
| 18.º | Tokushima Vortis                 |

### Datos generales
| Equipo              | Ciudad               | Estadio                            | Capacidad | Entrenador          |
| ------------------- | -------------------- | ---------------------------------- | --------- | ------------------- |
| Albirex Niigata     | Niigata y Seiro      | Estadio del Gran Cisne de Niigata  | 45 728    | Masaaki Yanagishita |
| F. C. Tokyo         | Tokio                | Estadio Ajinomoto                  | 50 100    | Massimo Ficcadenti  |
| Gamba Osaka         | Suita (Osaka)        | Expo '70 de Osaka                  | 21 000    | Kenta Hasegawa      |
| Kashima Antlers     | Kashima (Ibaraki)    | Estadio de Kashima                 | 45 728    | Toninho Cerezo      |
| Kashiwa Reysol      | Kashiwa (Chiba)      | Estadio Hitachi Kashiwa            | 15 900    | Tatsuma Yoshida     |
| Kawasaki Frontale   | Kawasaki (Kanagawa)  | Estadio Todoroki Kawasaki          | 25 000    | Yahiro Kazama       |
| Matsumoto Yamaga    | Matsumoto (Nagano)   | Estadio de Matsumoto               | 20 396    | Yasuharu Sorimachi  |
| Montedio Yamagata   | Yamagata (Yamagata)  | Estadio ND Soft                    | 20 315    | Nobuhiro Ishizaki   |
| Nagoya Grampus      | Nagoya (Aichi)       | Estadio Toyota                     | 45 000    | Akira Nishino       |
| Sagan Tosu          | Tosu (Saga)          | Estadio Best Amenity               | 24 490    | Hitoshi Morishita   |
| Sanfrecce Hiroshima | Hiroshima            | Estadio del Gran Arco de Hiroshima | 50 000    | Hajime Moriyasu     |
| Shimizu S-Pulse     | Shizuoka (Shizuoka)  | Estadio IAI                        | 20 339    | Katsumi Oenoki      |
| Shonan Bellmare     | Hiratsuka (Kanagawa) | Estadio BMW Hiratsuka              | 18 500    | Cho Kwi-jea         |
| Urawa Red Diamonds  | Saitama              | Estadio Saitama 2002               | 63 700    | Mihailo Petrović    |
| Vegalta Sendai      | Sendai (Miyagi)      | Estadio Yurtec Sendai              | 19 694    | Susumu Watanabe     |
| Ventforet Kofu      | Kōfu (Yamanashi)     | Estadio Yamanashi Bank             | 17 000    | Yasuhiro Higuchi    |
| Vissel Kobe         | Kobe                 | Estadio de las Alas                | 31 000    | Nelsinho Baptista   |
| Yokohama F. Marinos | Yokohama (Kanagawa)  | Estadio Nissan                     | 72 370    | Erick Mombaerts     |

### Jugadores foráneos
| Club                | Jugador 1          | Jugador 2         | Jugador 3          | Jugador AFC    | Extranjero sin Visa | Contracto Tipo-C |
| ------------------- | ------------------ | ----------------- | ------------------ | -------------- | ------------------- | ---------------- |
| Albirex Niigata     | Cortês             | Léo Silva         | Rafael Silva       | Song Ju-Hun    |                     |                  |
| Kashima Antlers     | Caio               | Davi              |                    | Hwang Seok-Ho  |                     |                  |
| Shonan Bellmare     | André Bahia        | Bruno César       | Kim Jong-Pil       | Lee Ho-seung   |                     | Alison           |
| Yokohama F. Marinos | Ademilson          | Fabio             | Rafinha            |                |                     |                  |
| Kawasaki Frontale   | Elsinho            | Renato            |                    |                | An Byong-Jun        |                  |
| Gamba Osaka         | Lins               | Patric            |                    | Oh Jae-Suk     | Kim Jung-Ya         |                  |
| Nagoya Grampus      | Leandro Domingues  | Danilson Córdoba  | Milivoje Novaković |                |                     | Gustavo          |
| Montedio Yamagata   | Alceu              | Diego             | Romero Frank       | Kim Byeom-Yong |                     |                  |
| Urawa Red Diamonds  | Zlatan Ljubijankić |                   |                    |                |                     |                  |
| Kashiwa Reysol      | Cristiano          | Eduardo           | Leandro            | Kim Chang-Soo  |                     |                  |
| Shimizu S-Pulse     | Dejan Jaković      | Calvin Jong-a-Pin | Peter Utaka        | Mitchell Duke  |                     |                  |
| Sagan Tosu          | Baek Sung-Dong     | Choi Sung-Keun    | Kim Min-Hyeok      | Kim Min-Woo    |                     |                  |
| Sanfrecce Hiroshima | Douglas            | Mihael Mikić      |                    | Byeon Jun-Byum |                     |                  |
| FC Tokyo            | Michele Canini     |                   |                    |                |                     |                  |
| Ventforet Kofu      | Adriano            | Bruno Dybal       | William Henrique   |                |                     |                  |
| Vegalta Sendai      | Ramon Lopes        | Wilson            |                    | Kim Min-Tae    | Ryang Yong-Gi       |                  |
| Vissel Kobe         | Ferrugem           | Marquinhos        | Pedro Júnior       | Jung Woo-Young |                     | Bueno            |
| Matsumoto Yamaga    | Doriva             | Obina             |                    |                |                     |                  |

## Tabla de posiciones

### Primera Fase
| Pos. | Equipo              | Pts. | PJ | G  | E | P  | GF | GC | Dif. | Clasificación                              |
| ---- | ------------------- | ---- | -- | -- | - | -- | -- | -- | ---- | ------------------------------------------ |
| 1    | Urawa Red Diamonds  | 41   | 17 | 12 | 5 | 0  | 39 | 17 | +22  | Clasificación a la J. League Championship. |
| 2    | FC Tokyo            | 35   | 17 | 11 | 2 | 4  | 24 | 18 | +6   |                                            |
| 3    | Sanfrecce Hiroshima | 34   | 17 | 10 | 4 | 3  | 29 | 16 | +13  |                                            |
| 4    | Gamba Osaka         | 32   | 17 | 9  | 5 | 3  | 24 | 13 | +11  |                                            |
| 5    | Kawasaki Frontale   | 30   | 17 | 9  | 3 | 5  | 32 | 26 | +6   |                                            |
| 6    | Yokohama F. Marinos | 26   | 17 | 7  | 5 | 5  | 21 | 17 | +4   |                                            |
| 7    | Vegalta Sendai      | 23   | 17 | 6  | 5 | 6  | 27 | 20 | +7   |                                            |
| 8    | Kashima Antlers     | 22   | 17 | 6  | 4 | 7  | 27 | 25 | +2   |                                            |
| 9    | Nagoya Grampus      | 22   | 17 | 6  | 4 | 7  | 18 | 18 | 0    |                                            |
| 10   | Shonan Bellmare     | 22   | 17 | 6  | 4 | 7  | 20 | 24 | −4   |                                            |
| 11   | Sagan Tosu          | 20   | 17 | 5  | 5 | 7  | 22 | 32 | −10  |                                            |
| 12   | Ventforet Kofu      | 20   | 17 | 6  | 2 | 9  | 12 | 22 | −10  |                                            |
| 13   | Vissel Kobe         | 19   | 17 | 4  | 7 | 6  | 17 | 19 | −2   |                                            |
| 14   | Kashiwa Reysol      | 18   | 17 | 4  | 6 | 7  | 22 | 25 | −3   |                                            |
| 15   | Matsumoto Yamaga    | 15   | 17 | 4  | 3 | 10 | 16 | 24 | −8   |                                            |
| 16   | Montedio Yamagata   | 14   | 17 | 3  | 5 | 9  | 14 | 24 | −10  |                                            |
| 17   | Albirex Niigata     | 14   | 17 | 3  | 5 | 9  | 20 | 33 | −13  |                                            |
| 18   | Shimizu S-Pulse     | 13   | 17 | 3  | 4 | 10 | 22 | 32 | −10  |                                            |

 Fuente: J. League Data Site: 2015 MEIJI YASUDA J1 LEAGUE 1st League table

### Segunda Fase
| Pos. | Equipo              | Pts. | PJ | G  | E | P  | GF | GC | Dif. | Clasificación                              |
| ---- | ------------------- | ---- | -- | -- | - | -- | -- | -- | ---- | ------------------------------------------ |
| 1    | Sanfrecce Hiroshima | 40   | 17 | 13 | 1 | 3  | 44 | 14 | +30  | Clasificación a la J. League Championship. |
| 2    | Kashima Antlers     | 37   | 17 | 12 | 1 | 4  | 30 | 16 | +14  |                                            |
| 3    | Gamba Osaka         | 31   | 17 | 9  | 4 | 4  | 32 | 24 | +8   |                                            |
| 4    | Urawa Red Diamonds  | 31   | 17 | 9  | 4 | 4  | 30 | 23 | +7   |                                            |
| 5    | Yokohama F. Marinos | 29   | 17 | 8  | 5 | 4  | 24 | 15 | +9   |                                            |
| 6    | FC Tokyo            | 28   | 17 | 8  | 4 | 5  | 21 | 15 | +6   |                                            |
| 7    | Kawasaki Frontale   | 27   | 17 | 8  | 3 | 6  | 30 | 22 | +8   |                                            |
| 8    | Kashiwa Reysol      | 27   | 17 | 8  | 3 | 6  | 24 | 18 | +6   |                                            |
| 9    | Shonan Bellmare     | 26   | 17 | 7  | 5 | 5  | 20 | 20 | 0    |                                            |
| 10   | Nagoya Grampus      | 24   | 17 | 7  | 3 | 7  | 26 | 30 | −4   |                                            |
| 11   | Albirex Niigata     | 20   | 17 | 5  | 5 | 7  | 21 | 25 | −4   |                                            |
| 12   | Sagan Tosu          | 20   | 17 | 4  | 8 | 5  | 15 | 22 | −7   |                                            |
| 13   | Vissel Kobe         | 19   | 17 | 6  | 1 | 10 | 27 | 30 | −3   |                                            |
| 14   | Ventforet Kofu      | 17   | 17 | 4  | 5 | 8  | 14 | 21 | −7   |                                            |
| 15   | Matsumoto Yamaga    | 13   | 17 | 3  | 4 | 10 | 13 | 28 | −15  |                                            |
| 16   | Vegalta Sendai      | 12   | 17 | 3  | 3 | 11 | 17 | 28 | −11  |                                            |
| 17   | Shimizu S-Pulse     | 12   | 17 | 2  | 6 | 9  | 15 | 33 | −18  |                                            |
| 18   | Montedio Yamagata   | 10   | 17 | 1  | 7 | 9  | 10 | 29 | −19  |                                            |

 Fuente: J. League Data Site: 2015 MEIJI YASUDA J1 LEAGUE 2nd League table

### Tabla Acumulada
- Suma de los puntajes de la Primera y Segunda fase.
| Pos. | Equipo                  | Pts. | PJ | G  | E  | P  | GF | GC | Dif. | Clasificación o descenso |
| ---- | ----------------------- | ---- | -- | -- | -- | -- | -- | -- | ---- | --- |
| 1    | Sanfrecce Hiroshima (C) | 74   | 34 | 23 | 5  | 6  | 73 | 30 | +43  | Copa Mundial de Clubes de la FIFA 2015 Fase de grupos de la Liga de Campeones de la AFC 2016 y Final de la J. League Championship |
| 2    | Urawa Red Diamonds      | 72   | 34 | 21 | 9  | 4  | 69 | 40 | +29  | Fase de grupos de la Liga de Campeones de la AFC 2016 y Primera ronda de la J. League Championship                                |
| 3    | Gamba Osaka             | 63   | 34 | 18 | 9  | 7  | 56 | 37 | +19  | Fase de grupos de la Liga de Campeones de la AFC 2016 y Primera ronda de la J. League Championship                                |
| 4    | FC Tokyo                | 63   | 34 | 19 | 6  | 9  | 45 | 33 | +12  | Play-off de la Liga de Campeones de la AFC 2016                                                                                   |
| 5    | Kashima Antlers         | 59   | 34 | 18 | 5  | 11 | 57 | 41 | +16  | |
| 6    | Kawasaki Frontale       | 57   | 34 | 17 | 6  | 11 | 62 | 48 | +14  | |
| 7    | Yokohama F. Marinos     | 55   | 34 | 15 | 10 | 9  | 45 | 32 | +13  | |
| 8    | Shonan Bellmare         | 48   | 34 | 13 | 9  | 12 | 40 | 44 | −4   | |
| 9    | Nagoya Grampus          | 46   | 34 | 13 | 7  | 14 | 44 | 48 | −4   | |
| 10   | Kashiwa Reysol          | 45   | 34 | 12 | 9  | 13 | 46 | 43 | +3   | |
| 11   | Sagan Tosu              | 40   | 34 | 9  | 13 | 12 | 37 | 54 | −17  | |
| 12   | Vissel Kobe             | 38   | 34 | 10 | 8  | 16 | 44 | 49 | −5   | |
| 13   | Ventforet Kofu          | 37   | 34 | 10 | 7  | 17 | 26 | 43 | −17  | |
| 14   | Vegalta Sendai          | 35   | 34 | 9  | 8  | 17 | 44 | 48 | −4   | |
| 15   | Albirex Niigata         | 34   | 34 | 8  | 10 | 16 | 41 | 58 | −17  | |
| 16   | Matsumoto Yamaga        | 28   | 34 | 7  | 7  | 20 | 30 | 54 | −24  | Descenso a la J2 League 2016 |
| 17   | Shimizu S-Pulse         | 25   | 34 | 5  | 10 | 19 | 37 | 65 | −28  | Descenso a la J2 League 2016 |
| 18   | Montedio Yamagata       | 24   | 34 | 4  | 12 | 18 | 24 | 53 | −29  | Descenso a la J2 League 2016 |

 Fuente: J. League Data Site: 2015 MEIJI YASUDA J1 LEAGUE Overall table for the season
Notas:
1. ↑  El ganador de la Copa del Emperador 2015 clasifica a la fase de grupos de la Liga de Campeones de la AFC 2016. Como el vencedor de la Copa del Emperador ya había clasificado a la Liga de Campeones de la AFC, el cupo en la ronda de play-off fue otorgado al equipo ubicado en cuarto lugar.

### J. League Championship
Los ganadores de la Primera y Segunda Fase, así como los equipos que finalicen en el 2º y 3º puesto de la Tabla Acumulada, participarán en la Primera Ronda en un torneo de eliminatorias a un solo partido. Mientras que el equipo que finalice 1º en la Tabla Acumulada clasificará directamente a la final, que se jugará a ida y vuelta.
|  | Semifinal          | Semifinal |  |  | Final               |   |   |
|  |                    |           |  |  |                     |   |   |
|  |                    |           |  |  |                     |   |   |
|  | Urawa Red Diamonds | 1         |  |  |                     |   |   |
|  | Gamba Osaka        | 3         |  |  |                     |   |   |
|  |                    |           |  |  |                     |   |   |
|  |                    |           |  |  | Gamba Osaka         | 2 | 1 |
|  |                    |           |  |  | Sanfrecce Hiroshima | 3 | 1 |
|  |                    |           |  |  |                     |   |   |

- Nota: Al existir duplicidad en la clasificación del Sanfrecce Hiroshima y el Urawa Red Diamonds, la fase final fue reducida a 3 equipos.

#### Semifinal
| 28 de noviembre de 2015, 14:00 (UTC+9) | Urawa Red Diamonds | 1:3 (1:1, 0:0) (t. s.) | Gamba Osaka                               | Estadio de Saitama 2002, Saitama                          |                                                           |
|                                        | Ljubijankič 72'    | Reporte                | 47' Konno · 118' Fujiharu · 120+1' Patric | Asistencia: 40.696 espectadores Árbitro(s): Hajime Matsuo | Asistencia: 40.696 espectadores Árbitro(s): Hajime Matsuo |

#### Final
| 2 de diciembre de 2015, 19:30 (UTC+9) | Gamba Osaka              | 2:3 (0:0) | Sanfrecce Hiroshima                        | Estadio de la Expo '70, Suita                           |                                                         |
|                                       | Nagasawa 60' · Konno 81' | Reporte   | 80' Douglas · 90+1' Sasaki · 90+6' Kashiwa | Asistencia: 17.844 espectadores Árbitro(s): Kenji Ogiya | Asistencia: 17.844 espectadores Árbitro(s): Kenji Ogiya |

| 5 de diciembre de 2015, 19:30 (UTC+9) | Sanfrecce Hiroshima | 1:1 (0:1) | Gamba Osaka | Estadio del Gran Arco, Hiroshima                             |                                                              |
|                                       | Asano 76'           | Reporte   | 27' Konno   | Asistencia: 36.609 espectadores Árbitro(s): Yuichi Nishimura | Asistencia: 36.609 espectadores Árbitro(s): Yuichi Nishimura |

#### Campeón
|                                         |
|                                         |
| Campeón Sanfrecce Hiroshima 3.er título |

## Goleadores
Actualizado al 28 de noviembre de 2015.
| Posición | Jugador            | Club                | Goles |
| -------- | ------------------ | ------------------- | ----- |
| 1        | Yoshito Ōkubo      | Kawasaki Frontale   | 23    |
| 2        | Douglas            | Sanfrecce Hiroshima | 21    |
| 3        | Takashi Usami      | Gamba Osaka         | 19    |
| 4        | Yohei Toyoda       | Sagan Tosu          | 16    |
| 5        | Cristiano da Silva | Kashiwa Reysol      | 14    |

## J2 League
El equipo campeón y subcampeón de la J2 League ascienden directamente a la J1 League para la temporada siguiente, los clubes clasificados del 3º al 6º lugar disputan un playoff para determinar un tercer ascenso a la máxima categoría.
| Pos | Equipos              | J  | V  | E  | D  | GF | GC | Dif | Pts |
| --- | -------------------- | -- | -- | -- | -- | -- | -- | --- | --- |
| 1.  | Omiya Ardija (D)     | 42 | 26 | 8  | 8  | 72 | 35 | +37 | 86  |
| 2.  | Júbilo Iwata         | 42 | 24 | 10 | 8  | 72 | 43 | +29 | 82  |
| 3.  | Avispa Fukuoka       | 42 | 24 | 10 | 8  | 63 | 37 | +26 | 82  |
| 4.  | Cerezo Osaka (D)     | 42 | 18 | 13 | 11 | 57 | 40 | +17 | 67  |
| 5.  | Ehime FC             | 42 | 19 | 8  | 15 | 47 | 39 | +8  | 65  |
| 6.  | V-Varen Nagasaki     | 42 | 15 | 15 | 12 | 42 | 33 | +9  | 60  |
| 7.  | Giravanz Kitakyushu  | 42 | 18 | 5  | 19 | 59 | 58 | +1  | 59  |
| 8.  | Tokyo Verdy          | 42 | 16 | 10 | 16 | 43 | 41 | +2  | 58  |
| 9.  | JEF United Chiba     | 42 | 15 | 12 | 15 | 50 | 45 | +5  | 57  |
| 10. | Consadole Sapporo    | 42 | 14 | 15 | 13 | 47 | 43 | +4  | 57  |
| 11. | Fagiano Okayama      | 42 | 12 | 18 | 12 | 40 | 35 | +5  | 54  |
| 12. | Zweigen Kanazawa (A) | 42 | 12 | 18 | 12 | 46 | 43 | +3  | 54  |
| 13. | Roasso Kumamoto      | 42 | 13 | 14 | 15 | 42 | 45 | -3  | 53  |
| 14. | Tokushima Vortis (D) | 42 | 13 | 14 | 15 | 35 | 44 | -9  | 53  |
| 15. | Yokohama FC          | 42 | 13 | 13 | 16 | 33 | 58 | -25 | 52  |
| 16. | Kamatamare Sanuki    | 42 | 12 | 15 | 15 | 30 | 33 | -3  | 51  |
| 17. | Kyoto Sanga          | 42 | 12 | 14 | 16 | 45 | 51 | -6  | 50  |
| 18. | Thespakusatsu Gunma  | 42 | 13 | 9  | 20 | 34 | 56 | -22 | 48  |
| 19. | Mito HollyHock       | 42 | 10 | 16 | 16 | 40 | 47 | -7  | 46  |
| 20. | FC Gifu              | 42 | 12 | 7  | 23 | 37 | 71 | -34 | 43  |
| 21. | Oita Trinita         | 42 | 8  | 14 | 20 | 41 | 51 | -10 | 38  |
| 22. | Tochigi SC           | 42 | 7  | 14 | 21 | 39 | 64 | -25 | 35  |

- J=Juegos; V=Victorias; E=Empates; D=Derrotas; GF=Goles a favor; GC=Goles en contra; Dif=Diferencia de goles, Pts=Puntos.

|  |                                                         |
|  | Ascendidos a J-League 1.                                |
|  | playoff para determinar un tercer ascenso a J-League 1. |
|  | playoff para mantener la categoría.                     |
|  | Descendido a J3 League.                                 |

### Playoff
Los clubes clasificados del 3° al 6° lugar disputan un playoff para determinar un tercer ascenso. En semifinales, juegan el 3° contra el 6° y el 4° contra el 5°, los ganadores de ambas llaves disputan la final por el ascenso. Ante un empate se declara vencedor el equipo mejor clasificado en la fase regular.
Semifinales
| Equipo 1       | Resultado | Equipo 2         |
| -------------- | --------- | ---------------- |
| Avispa Fukuoka | 1 - 0     | V-Varen Nagasaki |
| Cerezo Osaka   | 0 - 0     | Ehime FC         |

Final
| Equipo 1       | Resultado | Equipo 2     |
| -------------- | --------- | ------------ |
| Avispa Fukuoka | 1 - 1     | Cerezo Osaka |

- Avispa Fukuoka obtiene el tercer ascenso a la J1 League 2016.

### Playoff descenso
Se enfrentan el penúltimo de la J2 League contra el segundo clasificado de la J3 League en partidos de ida y vuelta. El ganador juega la próxima temporada en la J2 League 2016
| Equipo 1     | Agr.  | Equipo 2          | Ida   | Vuelta |
| ------------ | ----- | ----------------- | ----- | ------ |
| Ōita Trinita | 1 - 3 | FC Machida Zelvia | 1 - 2 | 0 - 1  |

- Machida Zelvia obtiene el ascenso a la J2 League 2016, Ōita Trinita desciende a la J3 League.